# Перемога (Баштанський район)
Перемо́га — селище в Україні, в Інгульській сільській громаді Баштанського району Миколаївської області. Населення становить 458 осіб.

## Населення
Згідно з переписом УРСР 1989 року чисельність наявного населення селища становила 447 осіб, з яких 225 чоловіків та 222 жінки.
За переписом населення України 2001 року в селищі мешкало 459 осіб.

### Мова
Розподіл населення за рідною мовою за даними перепису 2001 року:
| Мова       | Відсоток |
| ---------- | -------- |
| українська | 91,27 %  |
| російська  | 7,64 %   |
| молдовська | 0,87 %   |
| болгарська | 0,22 %   |